# العلاقات الأندورية الأوزبكستانية
العلاقات الأندورية الأوزبكستانية هي العلاقات الثنائية التي تجمع بين أندورا وأوزبكستان.

## مقارنة بين البلدين
هذه مقارنة عامة ومرجعية للدولتين:
| وجه المقارنة                                              | أندورا                                                     | أوزبكستان       |
| --------------------------------------------------------- | ---------------------------------------------------------- | --------------- |
| المساحة (كم2)                                             | 468                                                        | 448.98 ألف      |
| عدد السكان (نسمة)                                         | 76.18 ألف                                                  | 32.39 مليون     |
| الكثافة السكانية (ن./كم²)                                 | 16.28 ألف                                                  | 72.14           |
| العاصمة                                                   | أندورا لا فيلا                                             | طشقند           |
| اللغة الرسمية                                             | اللغة الكتالونية                                           | اللغة الأوزبكية |
| العملة                                                    | يورو                                                       | سوم أوزبكستاني  |
| الناتج المحلي الإجمالي (بليون دولار)                      | 3.01 مليار                                                 | 48.72 مليار     |
| الناتج المحلي الإجمالي (تعادل القوة الشرائية) بليون دولار |                                                            | 190.50 مليار    |
| الناتج المحلي الإجمالي الاسمي للفرد دولار أمريكي          |                                                            | 2.13 ألف        |
| الناتج المحلي الإجمالي للفرد دولار أمريكي                 |                                                            | 5.57 ألف        |
| مؤشر التنمية البشرية                                      | 0.858                                                      | 0.675           |
| رمز المكالمات الدولي                                      | +376                                                       | +998            |
| رمز الإنترنت                                              | .ad                                                        | .uz             |
| المنطقة الزمنية                                           | ت ع م+01:00، توقيت وسط أوروبا، ت ع م+02:00، أوروبا/أندورا ‏ | ت ع م+05:00     |

## منظمات دولية مشتركة
يشترك البلدان في عضوية مجموعة من المنظمات الدولية، منها:
| علم المنظمة | اسم المنظمة                    | تاريخ انضمام أندورا | تاريخ انضمام أوزبكستان |
| ----------- | ------------------------------ | ------------------- | ---------------------- |
|             | منظمة الشرطة الجنائية الدولية  | ?                   | ?                      |
|             | الأمم المتحدة                  | 28 يوليو 1993       | 2 مارس 1992            |
|             | منظمة حظر الأسلحة الكيميائية   | ?                   | ?                      |
|             | يونسكو                         | 20 أكتوبر 1993      | 26 أكتوبر 1993         |
|             | منظمة الأمن والتعاون في أوروبا | 25 أبريل 1996       | 30 يناير 1992          |
|             | الاتحاد الدولي للاتصالات       | 12 نوفمبر 1993      | 10 يوليو 1992          |

## وصلات خارجية
- موقع وزارة الخارجية الأندورية
- موقع وزارة الخارجية الأوزبكستانية